# Alamira termitoxenizans
Alamira termitoxenizans är en tvåvingeart som beskrevs av Schmitz 1951. Alamira termitoxenizans ingår i släktet Alamira och familjen puckelflugor. Inga underarter finns listade i Catalogue of Life.